# Charles Burns
Charles Burns (nacido el 27 de septiembre de 1955 en Washington) es un historietista e ilustrador estadounidense, célebre por sus cómics de terror de meticuloso estilo. En español, su obra ha sido editada por Ediciones La Cúpula.

## Biografía
Dada la profesión de oceanógrafo de su padre, su familia vivió en Colorado, Maryland y Missouri antes de asentarse en Seattle cuando el joven Burns cursaba ya el quinto grado.
Entre sus primeros trabajos, destacan sus ilustraciones para fanzines y revistas como Sub Pop y Another Room Magazine, pero su salto a la fama no llegaría hasta 1982, en que comenzaría a publicar su serie El Borbah, sobre un investigador privado, en la revista de vanguardia RAW, fundada un par de años antes por Françoise Mouly y Art Spiegelman.
Casó con la pintora Susan Moore, de la que tendría dos hijos: Ava y Rae-Rae.
Entre 1993 y 2004, Burns realizó las doce entregas de su novela gráfica Agujero Negro, situada en la ciudad de Seattle a mediados de los 70´s donde un grupo de adolescentes en su mayoría de clase media que, durante el verano, contraen una misteriosa enfermedad de transmisión sexual conocida como "el insecto" o "la plaga adolescente", lo que les causa desarrollar bizarras mutaciones físicas únicas, y pasan a ser marginados de la sociedad.
Seis años después, publica su siguiente obra de envergadura: X'ed Out.